# Bushey (Hertfordshire)

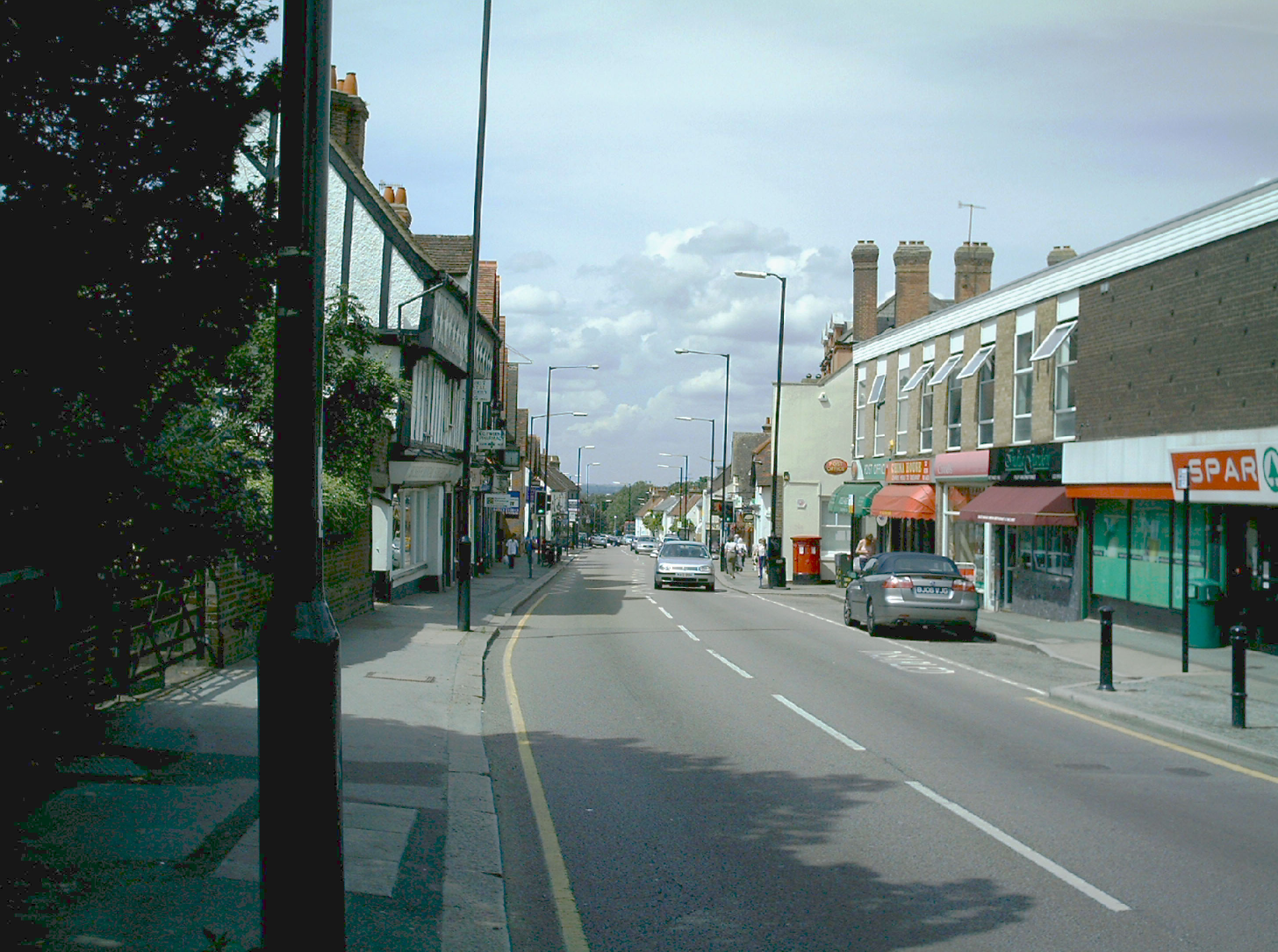
High Street, Bushey, Hertfordshire, England (2007)

Bushey ist eine Stadt im Hertsmere Verwaltungsbezirk in der Grafschaft Hertfordshire in England mit 24.000 Einwohnern. In Deutschland ist die Stadt vor allem als Wohnort von Hubert von Herkomer bekannt, der dort erstmals ab 1874 wohnte und später sich hier die Villa Lululaund bauen ließ. Im Jahr 1883 gründete Herkomer hier eine Kunstschule, die etwa 500 Schüler aus der Region besuchten.

## Städtepartnerschaften
- Landsberg am Lech, Bayern

## Persönlichkeiten
- Marion Bailey (* 1951), Theater- und Filmschauspielerin
- Alexander M. Bradshaw (1944–2024), Physiker
- Frederick Forestier-Walker (1844–1910), General
- Hubert von Herkomer (1849–1914), Künstler, wohnte hier
- Shirlie Holliman (* 1962), Pop-Sängerin
- Trevor Howard (1913–1988), Schauspieler, lebte hier in seinen späten Jahren bis zu seinem Tod
- Simon Le Bon (* 1958), Musiker, wurde in Bushey geboren
- George Michael (1963–2016), Musiker, ging hier zur Schule